# Eddy Voordeckers
Eddy Voordeckers (4 de fevereiro de 1960) é um ex-futebolista belga. Ele competiu pela seleção de seu país no Campeonato Europeu de Futebol de 1984, sediado na França.